# Brandskattning
Brandskattning var under medeltiden och början av nyare tiden när en armé under krig eller annan militär konflikt hotade att bränna ner en viss ort om inte ortens befolkning betalade en summa pengar till ockupanterna.